# Матіас Фьортофт Ловік
Матіас Йоган Фьртофрт Ловік (норв. Mathias Johan Fjørtoft Løvik, нар. 6 грудня 2003, Молде, Норвегія) — норвезький футболіст, фланговий захисник італійського клубу «Парма».

## Ігрова кар'єра

### Клубна
Матіас Фьортофт Ловік є вихованцем клубної академії «Молде», де він пройшов через молодіжні команди, а також грав за дублюючий склад «Молде». Першу офіційну гру в основі команди Ловік провів 29 липня 2021 року у матчі кваліфікації Ліги конференцій проти швейцарського «Серветта».
11 травня 2022 року футболіст дебютував в основі команди у матчах чемпіонату Норвегії, коли вийшов на заміну у другому таймі в поєдинку проти «Одда». В жовтні 2022 року Ловік продовжив контракт з клубом до грудня 2026 року. Разом з «Молде» Ловік виграв чемпіонат країни 2022 року, та двічі національний Кубок.
В січні 2025 року матіас Ловік перейшов до італійської «Парми», підписавши з клубом контракт до червня 2029 року. 26 січня у матчі проти «Мілана» Ловік дебютував у складі нової команди.

### Збірна
Матіас Фьортофт Ловік пройшов через всі вікові категорії юнацьких збірних Норвегії. У 2023 році футболіст почав свої виступи в молодіжній збірній Норвегії.

## Титули
Молде
 Чемпіон Норвегії: 2022
 Переможець Кубка Норвегії (2): 2021/22, 2023